# Ynés Mexía
Ynés Enriquetta Julietta Mexía, née le 24 mai 1870 à Washington et morte le 12 juillet 1938 à Berkeley, est une botaniste mexicano-américaine.
Ynés Mexía est notamment reconnue pour sa vaste et remarquable collection de nouveaux spécimens de flore provenant de sites en Colombie, au Mexique et au Pérou.
Elle est à l’origine de la découverte d’un nouveau genre monotypique d'Asteraceae, nommé après elle Mexianthus par Benjamin Lincoln Robinson en 1928. Au cours de ses seize années de carrière, elle recense plus de cent cinquante mille spécimens pour l'étude botanique, bravant des défis écologiques tels que des baies toxiques, des terrains dangereux, des tourbières et des tremblements de terre pour le bien de ses recherches,.

## Biographie
Ynés Mexía est la fille de Enrique Mexia, un diplomate mexicain, et de Sarah Wilmer Mexía. Son grand-père est José Antonio Mexía, un éminent général mexicain. Sarah Wilmer est elle apparentée à Samuel Eccleston, le cinquième archevêque catholique de Baltimore.

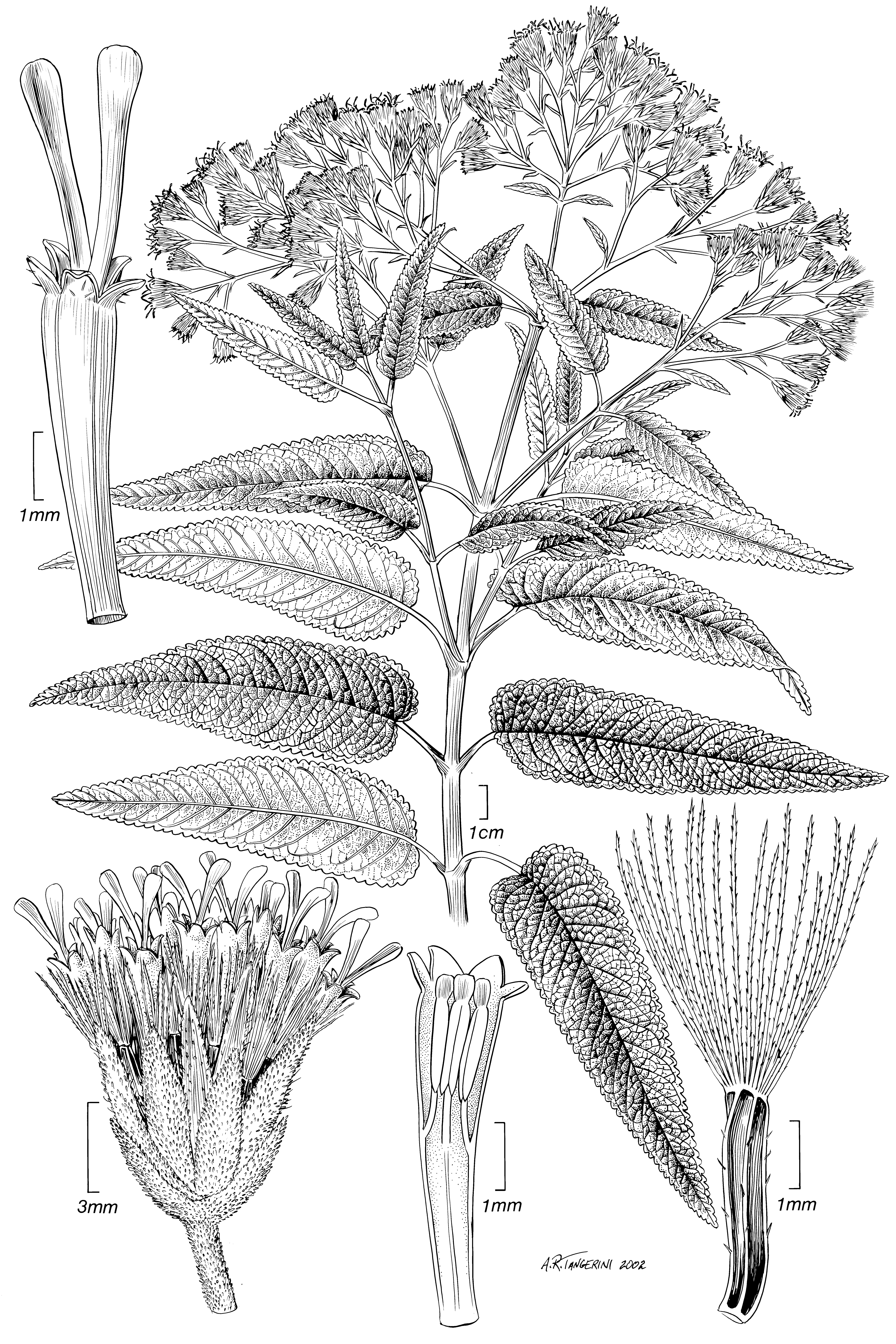
Illustration botanique de Aristeguietia glutinosa. Collection Ynes E. J. Mexia, pinceau et encre, 1935.

En 1873, Enrique Mexia retourne au Mexique. Ynés Mexía, sa mère, et ses six demi-frères et sœurs emménagent dans un ranch à Limestone, au Texas, qui portera quelques années plus tard le nom de Mexia. Puis la famille déménage dans diverses villes de l'Est, comme Philadelphie et Ontario, où la jeune femme reçoit une éducation dans une école privée. Lors d'un nouveau déménagement dans le Maryland, Ynés Mexía fréquente l'école préparatoire St. Joseph à Emmittsburg. En 1887, elle s'installe au Mexique où elle reste avec son père pendant dix ans,.
Alors qu'elle réside au Mexique, Ynés Mexía se marie avec Herman de Laue, un commerçant hispano-allemand, qui décède en 1904,,. À l'époque du décès de son premier mari, elle lance Quinta, une entreprise d'élevage d'animaux domestiques et de volailles, dans l'hacienda dont elle hérite de la succession de son père. Elle se marie ensuite avec D. Augustin Reygados, mais leur union se solde par un divorce en 1906, après qu'il a effectivement mis l'entreprise en faillite,.
En 1909, à l'âge de trente-neuf ans, Ynés Mexía souffre d'une sévère dépression mentale et physique. Elle quitte la Mexique pour San Francisco à la recherche de soins médicaux. Elle est alors prise en charge pendant près de dix années, par le Dr Philip King Brown, fondateur du sanatorium d'Arequipa à Fairfax. Pendant son séjour en Californie du Nord, elle prend part à des excursions dans les montagnes avec le Sierra Club, et développe un intérêt certain pour l'écologie de la région, comme les séquoias, les oiseaux et les plantes.
En 1924, Ynés Mexía est naturalisée citoyenne américaine. En juillet 1925, Ynés Mexía écrit à la botaniste américaine Alice Eastwood, l'informant qu'elle est sur le point d'accompagner la conservatrice adjointe de l'herbier de Stanford, Roxanna Ferris, lors d'un voyage de collecte au Mexique, ce qui constitue alors la première exploration botanique dans ce pays. Elle trouve enfin un but dans sa vie comme en témoignent des extraits de cette lettre : « J'ai un travail, [où] je produis quelque chose de réel et de durable ».

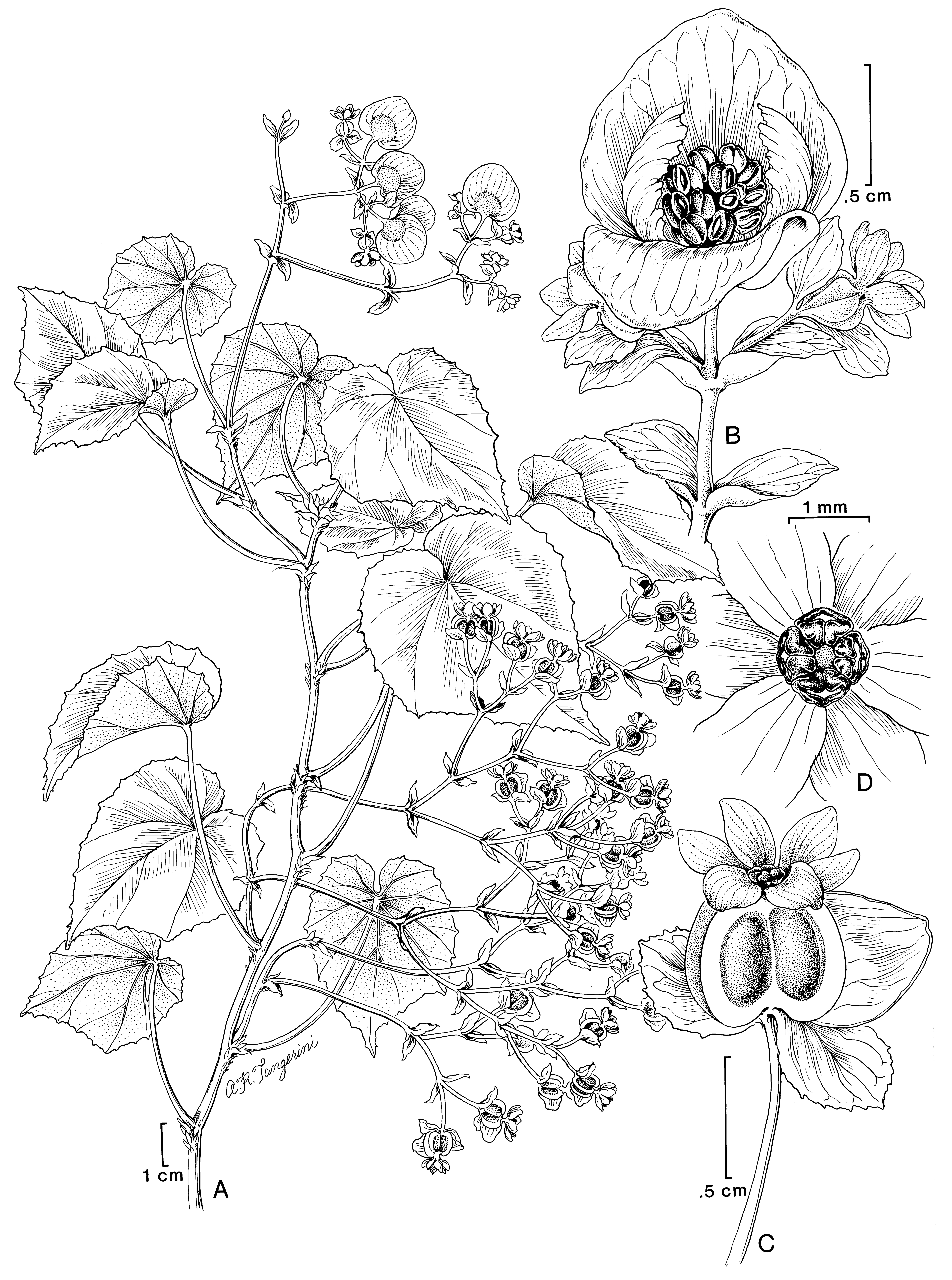
Illustration botanique de Begonia ynesiae. Collection Ynes E. J. Mexia, pinceau et encre, 1935.

Au cours des treize années suivantes, Ynés Mexía voyage des régions septentrionales de l'Alaska à la pointe sud de la Terre de Feu. Ses habitudes surprennent souvent les personnes qu'elle rencontre, car au début du XXe siècle, il est encore jugé atypique pour une femme de voyager seule, de monter à cheval, de porter des pantalons ou de préférer dormir à l'extérieur, malgré la présence et la disponibilité de logements intérieurs.
La botaniste témoigne de son rejet des stéréotypes et commente : « Un collectionneur et explorateur bien connu a déclaré de manière très positive qu'il était impossible pour une femme de voyager seule en Amérique latine. J'ai décidé que si je voulais mieux connaître le continent sud-américain, la meilleure façon serait de le traverser de part en part »,.
En 1938, lors d'une expédition à Oaxaca au Mexique, Ynés Mexía tombe malade. Forcée d'interrompre le voyage et de rentrer aux États-Unis, on lui diagnostique un cancer du poumon. Elle décède un mois plus tard à l'âge de soixante-huit ans.
William Edward Colby, alors secrétaire du Sierra Club, écrit : « Tous ceux qui connaissaient Ynés Mexía ne pouvaient qu'être impressionnés par son esprit amical et sans prétention, et par ce courage rare qui lui permettait de voyager, souvent seule, dans des contrées où peu de gens auraient osé la suivre ».

## Carrière scientifique
Ynés Mexía commence une carrière en botanique en 1922, lorsqu'elle se joint à une expédition dirigée par M. E. L. Furlong, le conservateur de paléontologie de l'Université de Californie à Berkeley. Dès 1925, ses recherches sont un succès avec une excursion de deux mois dans l'ouest du Mexique sous les auspices de Roxanna Ferris, une botaniste de l'Université Stanford. La botaniste tombe d'une falaise, se fracturant des côtes et se blessant à la main. Malgré l'interruption du voyage, celui-ci lui a permis de récolter cinq cent spécimens botaniques, dont plusieurs nouvelles espèces.
La première espèce à porter le nom de Mexia, Mimosa mexiae, est découverte au cours de ce voyage. Le botaniste américain Joseph Nelson Rose décide de la nommer ainsi afin de lui rendre hommage. Plusieurs autres espèces découvertes par Ynés Mexía ont ensuite été nommées en son honneur, notamment une plante à fleurs de la famille des marguerites appelée Zexmenia mexiae, et aujourd'hui nommée Lasianthaea macrocephala. Elle a également recueilli le spécimen type du genre Mexianthus en décembre 1926, au sud de Puerto Vallarta.
En 1928, Ynés Mexía s'engage pour collecter des plantes dans le parc national du Mont McKinley en Alaska, ce qui lui permet de récolter six mille cent spécimens. L'année suivante, elle se rend en Amérique du Sud et descend en canoë le fleuve Amazone, parcourant quatre mille huit cents kilomètres en deux ans et demi, pour finir à sa source dans les Andes. Cette expédition a permis de récolter soixante cinq mille spécimens. Au cours de cette expédition, elle passe trois mois à vivre avec les Araguarunas, un groupe d'indigènes de l'Amazone. Elle fonde en 1930 l'herbier de l'Université fédérale de Viçosa, dit herbier VIC, qui regroupe aujourd'hui 54000 spécimens de plantes, champignons et algues représentatives de différents écosystèmes de l'État du Minas Gerais
Pendant ce voyage, elle est brièvement accompagnée par sa contemporaine Mary Agnes Chase. Pendant son séjour en Équateur, la botaniste travaille avec le Bureau de l'industrie et de l'exploration des plantes, sous l'égide du ministère de l'Agriculture. Son travail se concentre sur le quinquina ou palmier à cire, et sur des herbes spécifiques qui se lient au sol.
Après son décès, Nina Floy Bracelin devient la gestionnaire de la collection d'Ynés Mexía. Dans son testament, la botaniste laisse également suffisamment d'argent à l'Académie des sciences de Californie pour embaucher Nina Floy Bracelin, comme assistante d'Alice Eastwood.
Ses collègues se souviennent de son expertise dans le travail de terrain, sa résilience face à des conditions difficiles et dangereuses, ainsi que pour son impulsivité et sa personnalité fantasque mais généreuse,. Elle est reconnue et louée pour son travail méticuleux et exigeant et ses compétences de collectionneuse botanique.
Toutes les excursions de recherche et les collectes ont été financées par la vente de ses spécimens à des institutions et à des collectionneurs privés.
Des documents sur ses expéditions paraissent régulièrement dans The Gull ou le bulletin de la Audubon Society of the Pacific de 1926 à 1935,.
Le Sierra Club Bulletin publie deux de ses récits de voyage Three Thousand Miles up the Amazon et Camping on the Equator. Plusieurs autres textes sont présentés dans Madrono, le journal de la California Botanical Society.
Mexia est son abréviation standard d'auteur en botanique.

## Organisations
Ynés Mexía est une membre active de nombreuses sociétés scientifiques, notamment la California Botanical Society à laquelle elle adhère en 1915, le Sierra Club, l'Audubon Association of the Pacific, la Sociedad Geográfica de Lima et la California Academy of Sciences. Elle est également membre honoraire du Departamento Forestal de la Caza y Pesca de Mexico.
Elle est également invitée en tant que conférencière dans diverses organisations scientifiques de la baie de San Francisco, en raison des récits passionnants qu'elle fait de ses voyages et de son talent de photographe, qui lui permet d'illustrer son propos.

## Héritage
Bien que la carrière professionnelle de Ynés Mexía fut courte, seulement treize années, par rapport à celle de nombreux autres universitaires, elle a collecté un nombre considérable de spécimens de plantes. Selon le British Natural History museum, elle a collecté au moins cent quarante cinq mille spécimens de plantes au cours de ses voyages, dont cinq cent étaient de nouvelles espèces, principalement des spermatophytes. D'après l'Encyclopædia Britannica, une bonne part de ces 500 plantes ont été nommées en son honneur.
Au moins deux nouvelles espèces, Mexianthus mexicanus (Compositae) et Spumula quadrifida (Pucciniaceae) sont décrites à partir de ses travaux. Lors de sa première expédition, elle collecte cinq cent spécimens, soit le même nombre que lors du voyage de Charles Darwin sur le Beagle. Bien que les conservateurs travaillent encore à cataloguer l'ensemble de sa sélection de spécimens, cinquante nouvelles espèces ont déjà été nommées d'après elle.
D'autres chercheurs ont bénéficié de sa connaissance de la culture et de l'environnement naturel de l'Amérique centrale et de l'Amérique du Sud, ainsi que de sa maîtrise de la langue espagnole. Thomas Harper Goodspeed, botaniste et ancien directeur du jardin botanique de l'Université de Californie, a voyagé avec Ynes Mexía dans les Andes. Il déclare que « les conseils et les informations qu'elle nous a donnés concernant la vie primitive dans les Andes et la façon de s'y adapter étaient inestimables ».
Une grande partie de sa succession a été léguée au Sierra Club et à la Save the Redwoods League pour promouvoir la conservation de l'environnement. La botaniste a également fourni les fonds nécessaires à Vernon Orlando Bailey pour créer et produire son invention pionnière de pièges plus humains pour les animaux.
Ses spécimens peuvent être consultés dans la collection principale de l'Académie des sciences de Californie, à l'Académie des sciences naturelles de Philadelphie, au Field Museum of Natural History, au Gray Herbarium, au New York Botanical Garden, à la Smithsonian Institution, à l'Université de Californie à Berkeley et au U.S. National Arboretum, ainsi que dans plusieurs musées et jardins botaniques en Europe. Ses papiers personnels sont conservés à l'Académie des sciences de Californie et à la Bancroft Library de l'Université de Californie à Berkeley.
L'héritage d'Ynes Mexía est célébré dans le Google Doodle du 15 septembre 2019,.

## Filmographie
En 2020, la vie et les recherches d'Ynés Mexía font l'objet d'un court documentaire inclut dans la série Unladylike2020 produite par WNET pour la chaîne PBS.